# Phúc Sơn, Tân Yên
Phúc Sơn là một xã thuộc huyện Tân Yên, tỉnh Bắc Giang, Việt Nam.
Xã Phúc Sơn có diện tích 5,76 km², dân số năm 1999 là 4.882 người, mật độ dân số đạt 848 người/km².